# Melanolophia attenuata
Melanolophia attenuata är en fjärilsart som beskrevs av Frederick H. Rindge 1964. Melanolophia attenuata ingår i släktet Melanolophia och familjen mätare. Inga underarter finns listade i Catalogue of Life.